# Au (Weidenberg)
Au ist ein Gemeindeteil des Markts Weidenberg im Landkreis Bayreuth (Oberfranken, Bayern). Au liegt in der Gemarkung Görschnitz.

## Geographie
Die Einöde liegt links der Warmen Steinach. Im Westen steigt das Gelände zum Kühberg (553 m ü. NHN) an. Ein Anliegerweg führt nach Görschnitz (0,8 km südöstlich).

## Geschichte
Von 1797 bis 1810 unterstand Au dem Justiz- und Kammeramt Neustadt am Kulm. Nachdem im Jahr 1810 das Königreich Bayern das Fürstentum Bayreuth käuflich erworben hatte, wurde der Ort bayerisch. Infolge des Gemeindeedikts wurde Au dem 1812 gebildeten Steuerdistrikt Görschnitz und der Ruralgemeinde Görschnitz zugewiesen. Im Zuge der Gebietsreform in Bayern wurde Au am 1. Januar 1978 nach Weidenberg eingemeindet.